# Filip Mihaljević (Leichtathlet)
Filip Mihaljević (* 31. Juli 1994 in Livno, Bosnien und Herzegowina) ist ein kroatischer Leichtathlet, der sich auf das Kugelstoßen spezialisiert hat. 2022 wurde er in dieser Disziplin Europameister und 2016 gewann er eine Bronzemedaille bei Hallenweltmeisterschaften. Zudem ist er aktuell Inhaber des Landesrekordes in dieser Disziplin.

## Sportliche Laufbahn
Erste internationale Erfahrungen sammelte Filip Mihaljević 2013 bei den Junioreneuropameisterschaften in Rieti, bei denen er mit einer Weite von 20,23 m die Silbermedaille mit der 6-kg-Kugel gewann und belegte im Diskuswurf mit 55,84 m den elften Platz. Zwei Jahre später siegte er bei den U23-Europameisterschaften in Tallinn mit 19,35 m im Kugelstoßen und wurde mit dem Diskus mit 58,76 min Vierter. 2016 nahm er an den Hallenweltmeisterschaften in Portland teil und gewann dort mit 20,87 m überraschend die Bronzemedaille hinter dem Neuseeländer Tomas Walsh und Andrei Gag aus Rumänien. Anfang Juli schied er bei den Europameisterschaften in Amsterdam mit 18,62 m in der Qualifikation aus. Er nahm auch an den Olympischen Spielen in Rio de Janeiro teil, erreichte mit 19,69 m aber nicht das Finale.
2017 schied er bei den Halleneuropameisterschaften in Belgrad mit 19,94 m in der Qualifikation aus und auch bei den Weltmeisterschaften in London erreichte er mit 20,33 m nicht das Finale. 2018 wurde er bei den Mittelmeerspielen in Tarragona mit 19,56 m Sechster. Anschließend schied er bei den Europameisterschaften in Berlin mit 19,32 m in der Qualifikation aus. Im Jahr darauf erreichte er bei den Weltmeisterschaften in Doha erstmals das Finale, in dem er mit 20,48 m auf Rang elf gelangte. 2021 gewann er dann bei den Halleneuropameisterschaften in Toruń mit einem Stoß auf 21,31 m die Bronzemedaille hinter dem Tschechen Tomáš Staněk und Michał Haratyk aus Polen. Mitte Mai siegte er mit 21,58 m beim Ostrava Golden Spike und wurde dann zum Auftakt der Diamond League in Doha mit 21,57 m Zweiter. Im August startete er bei den Olympischen Spielen in Tokio, verpasste dort aber mit 20,67 m den Finaleinzug. Zuvor verbesserte er bei den kroatischen Meisterschaften den Landesrekord auf 21,94 m. Ende August gelangte er dann bei der Athletissima mit 21,37 m auf Rang drei.
2022 belegte er bei den Hallenweltmeisterschaften in Belgrad mit einer Weite von 21,83 m den vierten Platz und im Juni wurde er bei der Golden Gala Pietro Mennea mit 21,18 m Zweiter. Anschließend belegte er bei den Weltmeisterschaften in Eugene mit 21,82 m im Finale den sechsten Platz und siegte dann im August bei den Europameisterschaften in München mit einem Stoß auf 21,88 m. Im Jahr darauf wurde er bei den Halleneuropameisterschaften in Istanbul mit 21,43 m Vierter. Im Juni wurde er bei der 2. Liga der Team-Europameisterschaft im Zuge der Europaspiele in Chorzów mit 21,33 m Erster und sicherte sich damit ligenübergreifend die Silbermedaille hinter dem Italiener Zane Weir. Kurz darauf wurde er bei der Athletissima mit 21,42 m Dritter und belegte dann bei den Weltmeisterschaften in Budapest mit 21,57 m im Finale den siebten Platz. 2024 gelangte er bei den Hallenweltmeisterschaften in Glasgow mit 20,73 m auf den achten Platz und im Juni gewann er bei den Europameisterschaften in Rom mit 21,20 m die Silbermedaille hinter dem Italiener Leonardo Fabbri. Im August verpasste er bei den Olympischen Sommerspielen in Paris mit 20,75 m den Finaleinzug.
In den Jahren von 2013 bis 2017 wurde Mihaljević kroatischer Meister im Diskuswurf sowie 2016 und 2017 NCAA-Collegemeister im Kugelstoßen, 2017 zusätzlich auch im Diskuswurf. Von 2020 bis 2024 siegte er bei den kroatischen Meisterschaften im Kugelstoßen.

## Persönliche Bestweiten
- Kugelstoßen: 21,94 m, 5. Juni 2021 in Karlovac (kroatischer Rekord)
- Diskuswurf: 63,76 m, 9. Juni 2017 in Eugene